# Carme Ruscalleda
Carme Ruscalleda Serra (San Pol de Mar, Barcelona, 1952) es una chef española.

## Biografía
De una familia agricultora  comerciante, estudió el oficio de charcutería, además de comercio mercantil, y se incorporó al negocio familiar (una charcutería) junto a su marido. Enseguida incorporó una sección de platos caseros para llevar. Compró la torre de delante de su tienda para abrir junto a su marido Toni Balam, en julio de 1988, el restaurante Sant Pau de San Pol de Mar (España), en tres años consiguió su primera estrella de la Guía Michelín, en 1996 ganó la segunda y en 2006 la tercera. En 2004 abrió un restaurante de cocina catalana en Tokio, también llamado Sant Pau. En la actualidad es la única mujer del mundo que posee siete estrellas de la Guía Michelín, tres por su restaurante Sant Pau en San Pol de Mar (Barcelona), dos por Moments, en Barcelona al frente de cuyas cocinas se encuentra su hijo Raül Balam y dos más por el restaurante Sant Pau en Tokio.
En España es la cocinera con más estrellas de la Guía Michelín, y cuenta además con la máxima calificación (tres soles) de la Guía Campsa-Repsol. Su cocina está fundamentada en la tradición cocina catalana, pero dando siempre un toque de modernidad. El hecho de abrir un restaurante en Japón, y sus consecuentes viajes al país, ha hecho que se interese por algunas técnicas culinarias de ese país, adaptándolas a la cocina y productos catalanes. Se manifiesta preocupada porque su cocina sea saludable, por lo que se centra en los productos de temporada de su tierra. A menudo, mezcla referencias literarias en sus creaciones culinarias y ha transmitido sus conocimientos en publicaciones editoriales para el gran público. 
En 2023, la Universidad de Barcelona le nombró doctora honoris causa por su trayectoria, el espíritu innovador de su gastronomía y su entrega para preservar la cocina catalana.

## Obra publicada
Entre otros:
- Diez años de cocina en el Sant Pau (1998), en el que explica la cocina familiar de su infancia y lo que aprendió en los años trabajando como cocinera autodidacta en su restaurante.
- Carme Ruscalleda: Del plato a la vida (2000), con recetas presentadas en dos versiones, una más elaborada para los restaurantes, y otra sencilla para copiar sin dificultad en casa.
- Cocinar para ser feliz (2001, traducción al castellano en 2002), su mayor éxito, más de cien recetas fáciles y rápidas para disfrutar comiendo pero sin renunciar a la cocina sana y natural.
- Un any amb Carme Ruscalleda (2004), recetas fáciles para cada mes con productos de temporada.
- Cuina a casa (2005), más recetas fáciles para cada mes con productos de temporada.
- La cuina més fàcil i moderna (2006), recetas sencillas para cada mes con productos de temporada, para animar a meterse en la cocina a los que las recetas anteriores les parecieron complicadas.
- Carme Ruscalleda's Mediterranean cuisine (2007), con recetas que funcionan, rápidas, modernas y saludables, todas con un toque vanguardista.

## Premios y reconocimientos
Entre otros, ha recibido los siguientes:
- Premio Nacional de Gastronomía en 1998.
- Premio Sánchez Cotán, de la Academia Española de Gastronomía por la mejor carta de restaurante.
- Premio Mejor Cocinero.
- Premio Cocinero del año.
- Premio Cocinero de Oro.
- Primer premio Davidoff a la Excelencia en hostelería.
- Premios Nadal de Gastronomía: Restaurant de l’Any.
- Premios Gourmetour en 2004.
- Premio Creu de Sant Jordi en 2004, la máxima condecoración catalana.
- Premio Micrófono de Oro en 2008, en la categoría de restauración.